# Total War: Shogun 2
Total War: Shogun 2 – komputerowa gra strategiczna łącząca w sobie elementy strategii turowej oraz strategii czasu rzeczywistego, wyprodukowana przez firmę The Creative Assembly i wydana przez firmę Sega dnia 15 marca 2011 roku. Jest sequelem gry Shogun: Total War wydanej w 2000 roku i podobnie jak pierwowzór, jest osadzona w realiach XVI-wiecznej Japonii.
Na platformie Steam wydano następującą zawartość do pobrania: Ikko Ikki Clan Pack (26 maja 2011), Sengoku Jidai Unit Pack (28 lipca 2011), Rise of the Samurai (27 września 2011), The Hattori Clan Pack (30 listopada 2011), Blood Pack (30 listopada 2011), Dragon War Battle Pack (1 maja 2012), Saints and Heroes Unit Pack (26 lipca 2012) oraz Otomo Clan Pack (30 listopada 2012). Dodatek The Hattori Clan Pack był dodawany do Edycji Specjalnej gry, natomiast dodatek Dragon War Battle Pack jest uzyskiwany za darmo po zakupie Zmierzchu Samurajów.
23 marca 2012 roku został wydany samodzielny dodatek zatytułowany Zmierzch Samurajów (ang. Fall of the Samurai).
14 października 2020 na Steamie ukazał się za darmo dodatek ,,Battle of Kawagoe" wcześniej dostępny tylko w przedpremierowej ofercie sklepu GameStop.

## Opis fabuły
Akcja gry Total War: Shogun 2 jest osadzona w szesnastowiecznej Japonii, na jej trzech wyspach: największej Honsiu i mniejszych Kiusiu i Sikoku podzielonych na ponad 60 prowincji. W tym okresie Japonia jest podzielona na wiele zwaśnionych nacji. Gracz wciela się w jednego z dziewięciu Daimyō – przywódcę klanu, który rości sobie pretensje do władania całym krajem jako nowy szogun. Do osiągnięcia tego celu tradycyjnie potrzebne będzie odpowiednie pokierowanie aspektami ekonomicznymi podległych graczowi terytoriów, wykorzystanie dyplomacji, jak również wypowiadanie wojen.
Oprócz dziewięciu głównych nacji na mapie spotkamy dziesiątki innych rodów, które często nastawione są wrogo na swych sąsiadów, co sprawia, że podczas rozgrywki sytuacja na mapie będzie często się zmieniać.

## Sztuczna inteligencja
Twórcy Total War: Shogun 2 przy pisaniu algorytmów dla sztucznej inteligencji wykorzystali traktat Sztuka wojenna, napisany przez Sun Zi. Przeciwnicy zarówno na mapie kampanii, jak i na polu bitwy odznaczają się bystrością, zastawiając pułapki, przewidując zamiary gracza czy też prowadząc skuteczną politykę.

## Religie
W grze Total War: Shogun 2 początkowo w całej Japonii kwitnie buddyzm, będący jej narodową religią. Ta religia daje możliwość rozbudowy świątyń buddyjskich, w których można rekrutować jedną z najlepszych jednostek w grze, jaką jest Mnich Wojownik.
Jednak wraz z przybyciem europejskich handlarzy dociera do Japonii chrześcijaństwo. Ta religia może wprowadzić zamieszanie w niektórych prowincjach, szczególnie w tych, gdzie obecne są porty handlujące z Europą. Przejście na tę wiarę daje dostęp do broni palnej, a po budowie sześciu kościołów możliwe jest wzniesienie katedry.
Klan Ikko-Ikki (dostępny jako DLC w sklepie serwisu Steam) wyznaje religię Jōdo-shinshū, która jest bardzo radykalną odmianą buddyzmu.
Zmiana wyznania w państwie często jest dużym wyzwaniem, wiążącym się z konsekwencjami. Obywatelom zmiana religii na inną na pewno się nie spodoba (może nawet dojść do buntu) a cały proces nawracania trwa kilka lat. Ponadto z rodami wyznającymi inną religię, gracz będzie mieć gorsze stosunki dyplomatyczne.

## Dyplomacja
Dyplomacja jest jednym z ważniejszych aspektów gry, który jest bardzo rozbudowany dążąc do jak najwierniejszego odwzorowania rzeczywistości. Dotyczy ona:
1. Rozmów z innymi władcami z którymi można rozmawiać o:
- rozpoczęciu/zerwaniu umowy handlowej;
- zerwania handlu z innym rodem;
- sojuszu;
- zostania wasalem;
- ataku na inny ród;
- wypowiedzeniu wojny;
- zawieszenia broni;
- oddaniu złota;
- oddaniu zakładnika;
- oddaniu prowincji;
- aranżowaniu małżeństwa;

2. Używania jednostek dyplomatycznych:
- ninja − może wykonywać: zamach, sabotowanie armii (unieruchomienie jej na turę i zabicie kilkunastu żołnierzy), infiltrację, sabotaż budynków, otwieranie bram przed armią u wrogich miast;
- gejsza − jest najlepszym zabójcą w grze;
- ksiądz/mnich − nawraca postacie wroga (przeciwnik traci wtedy daną postać), nawraca prowincje, w których się znajduje (jest to długotrwały proces), zmniejsza lub zwiększa morale armii, wywołuje bunty w prowincjach;
- metsuke − jest wysłannikiem, zarządza miastem (dając większe zyski), przekupuje wrogie armie lub miasta (dołączając wtedy do strony przeciwnej), skazuje wybraną postać (stara się udowodnić jej winy i na prawnej drodze skazać ją na śmierć lub więzienie).

## Odbiór gry
Gra zebrała pozytywne recenzje. W czasopiśmie „CD-Action” chwalono grę ze względu na jej klimat, poziom trudności oraz rozbudowany tryb wieloosobowy, natomiast krytykowano spadki płynności oraz schematyczność niektórych elementów gry, takich jak oblężenia.